# Bahnstrecke Turgi–Koblenz–Waldshut
| Rheinbrücke Waldshut–Koblenz |                      |                                                   |                                                   |
| Streckennummer (DB): | 4402                 |                                                   |                                                   |
| Streckennummer (BAV): | 702                  |                                                   |                                                   |
| Kursbuchstrecke (DB): | 730.4                |                                                   |                                                   |
| Fahrplanfeld: | 701                  |                                                   |                                                   |
| Streckenlänge: | 16,65 km             |                                                   |                                                   |
| Spurweite: | 1435 mm (Normalspur) |                                                   |                                                   |
| Stromsystem: | 15 kV 16,7 Hz ~      |                                                   |                                                   |
| Maximale Neigung: | 12 ‰                 |                                                   |                                                   |
| |                      |                                                   |                                                   |
| \| \| \| Bözbergstrecke von Baden (–Zürich) S 12 S 23 S 27 \| \| \| \| 27,43 \| Turgi S 29 \| 341,7 m \| \| \| \| Bözbergstrecke nach Brugg (–Aarau) S 12 \| \| \| \| \| Limmatbrücke (78 m) \| \| \| \| 30,76 \| Siggenthal-Würenlingen \| 350,8 m \| \| \| 32,74 \| Anschluss Zwilag \| Anschluss Zwilag \| \| \| 33,65 \| Anschluss KKW Beznau \| Anschluss KKW Beznau \| \| \| 37,36 \| Döttingen (bis 2002 Döttingen-Klingnau) \| 325,4 m \| \| \| 38,33 \| Klingnau (seit 2002) \| Klingnau (seit 2002) \| \| \| \| Strecke von Stein-Säckingen \| \| \| \| 41,13 \| Koblenz \| 320,3 m \| \| \| \| Strecke nach Eglisau (–Winterthur) S 36 \| \| \| \| \| Tunnel Koblenz (181 m) \| \| \| \| \| Eglisau–Winterthur \| \| \| \| 42,701,37 \| Rheinbrücke (190 m), Grenze Schweiz–Deutschland \| Rheinbrücke (190 m), Grenze Schweiz–Deutschland \| \| \| \| Hochrheinbahn von Schaffhausen \| \| \| \| −0,39 \| Waldshut S 36 S 27 \| 340,2 m \| \| \| \| Hochrheinbahn nach Basel Bad Bf \| \| |                      |                                                   |                                                   |
| Strecke |                      | Bözbergstrecke von Baden (–Zürich) S 12 S 23 S 27 | Bözbergstrecke von Baden (–Zürich) S 12 S 23 S 27 |
| Bahnhof | 27,43                | Turgi S 29                                        | 341,7 m                                           |
| Abzweig geradeaus und nach links |                      | Bözbergstrecke nach Brugg (–Aarau) S 12           | Bözbergstrecke nach Brugg (–Aarau) S 12           |
| Brücke über Wasserlauf |                      | Limmatbrücke (78 m)                               | Limmatbrücke (78 m)                               |
| Bahnhof | 30,76                | Siggenthal-Würenlingen                            | 350,8 m                                           |
| Abzweig geradeaus und nach links | 32,74                | Anschluss Zwilag                                  | Anschluss Zwilag                                  |
| Abzweig geradeaus und von links | 33,65                | Anschluss KKW Beznau                              | Anschluss KKW Beznau                              |
| Bahnhof | 37,36                | Döttingen (bis 2002 Döttingen-Klingnau)           | 325,4 m                                           |
| Haltepunkt / Haltestelle | 38,33                | Klingnau (seit 2002)                              | Klingnau (seit 2002)                              |
| Abzweig geradeaus und von links |                      | Strecke von Stein-Säckingen                       | Strecke von Stein-Säckingen                       |
| Bahnhof | 41,13                | Koblenz                                           | 320,3 m                                           |
| Abzweig geradeaus und nach links |                      | Strecke nach Eglisau (–Winterthur) S 36           | Strecke nach Eglisau (–Winterthur) S 36           |
| Tunnel |                      | Tunnel Koblenz (181 m)                            | Tunnel Koblenz (181 m)                            |
| Kreuzung geradeaus oben |                      | Eglisau–Winterthur                                | Eglisau–Winterthur                                |
| Grenze auf Brücke über Wasserlauf | 42,701,37            | Rheinbrücke (190 m), Grenze Schweiz–Deutschland   | Rheinbrücke (190 m), Grenze Schweiz–Deutschland   |
| Abzweig geradeaus und von rechts |                      | Hochrheinbahn von Schaffhausen                    | Hochrheinbahn von Schaffhausen                    |
| Bahnhof | −0,39                | Waldshut S 36 S 27                                | 340,2 m                                           |
| Strecke |                      | Hochrheinbahn nach Basel Bad Bf                   | Hochrheinbahn nach Basel Bad Bf                   |

Die Bahnstrecke Turgi–Koblenz–Waldshut wurde am 18. August 1859 von der Schweizerischen Nordostbahn (NOB) eröffnet. Sie führt von Turgi in der Schweiz über Koblenz nach Waldshut in Deutschland. Die Bahnstrecke Turgi–Koblenz–Waldshut war die erste Eisenbahnverbindung zwischen Deutschland und der Schweiz. In Turgi besteht die Möglichkeit, auf die Bahnstrecke Baden–Brugg(–Aarau) umzusteigen und in Waldshut besteht Anschluss an die Hochrheinstrecke der Deutschen Bahn AG.
Ab dem Bahnhof Koblenz existieren zwei weitere Bahnverbindungen: die am 1. August 1876 eröffnete Strecke über Eglisau und Bülach nach Winterthur sowie die am 1. August 1892 eröffnete Strecke nach Stein-Säckingen.

## Geschichte
Die Entstehungsgeschichte beginnt zwei Jahre vor der Eröffnung der Spanisch-Brötli-Bahn in der Schweiz. 1845 reiste eine Abordnung aus Zürich nach Baden, um bei der Konzessionsvergabe der Eisenbahnstrecke Basel–Waldshut mitzuverhandeln. Sie sollte vor allem einen der Wege in Richtung Zürich positiv beeinflussen. Damals war der Flussübergang (über die Aare) aber noch im Bereich Döttingen vorgesehen. Dabei war diese Verbindungsstrecke als eine Zufahrt zu den damaligen Projekten einer Splügen- oder Lukmanier-Bahn gedacht. In Zürich favorisierte man allerdings das Gotthard-Projekt. Dennoch wurde 1847 ein Lukmanier-Projekt genehmigt, so dass eine Übereinkunft «zwecks Gründung einer Lukmanier-Bahngesellschaft» zustande kam. Hier lag die Koblenzer Brücke genau richtig. Doch nach 1861 erhielt auch bei der NOB das Gotthard-Projekt mehr Zustimmung, während das Splügen-Vorhaben in den Aktenschränken landete.
Die Strecke passte ideal in das Netzkonzept der NOB, ermöglichte sie doch den Anschluss an das deutsche Eisenbahnnetz ohne weitere Konkurrenz. Gerade deswegen wurde die Strecke so angelegt, dass die Züge ohne Fahrtrichtungswechsel von Basel nach Zürich hätten verkehren können. Auch steigungstechnisch ist der Weg über das Aaretal ideal, ist es doch ein natürlicher Juradurchstich. Der am 26. August 1857 in Karlsruhe abgeschlossene Vertrag hatte eine Gültigkeitsdauer von 99 Jahren (1956 rückwirkend 1950 durch neuen Vertrag ersetzt). Der Vertrag legte eine maximale Steigung von 12 Promille und drei tägliche Zugpaare fest. Diese drei Zugpaare sollten nach Möglichkeit Anschluss an die Züge der beiderseitigen Hauptbahnen haben. Als Frist zur Vollendung wurde der 1. Mai 1860 gesetzt. Diese Frist konnte unterboten und die Strecke am 18. August 1859 eröffnet werden. Die Strecke wurde einspurig ausgeführt, bei der Planung und beim Bau wurde bereits darauf geachtet, dass ein doppelspuriger Ausbau möglich wäre. So wurden die Dämme, die Bachdurchlässe, die Tunnel und Brücken für zwei Gleise ausgelegt, nur der Oberbau bekam eine einspurige Ausführung.
Die Strecke wurde wegen des Kohlemangels und steigender Kohlepreise während des Zweiten Weltkrieges elektrifiziert. Der elektrische Betrieb zwischen Turgi und Koblenz konnte am 14. Oktober 1944 aufgenommen werden. Der Abschnitt zwischen Koblenz (CH) und Waldshut (D) wurde allerdings erst 1999 elektrifiziert.
Am 8. August 2011 wurden bei der Streifkollision eines NPZ-Pendelzuges und einer Lokomotive im Bahnhof Döttingen zwei Personen schwer und 20 weitere leicht verletzt. Die Lokomotive Re 6/6 11666 wurde erheblich beschädigt, entgleiste im Gegensatz zum Steuerwagen des NPZ aber nicht. Der Triebfahrzeugführer des Regionalzuges hatte bei der Wegfahrt aus dem Bahnhof ein Gruppenausfahrsignal überfahren, das nur mit Integra-Signum gesichert war. Der Bahnhof Döttingen wurde nach dem Unfall mit der Zugsicherung ZUB ausgerüstet.

## Besonderheiten der Strecke Koblenz–Waldshut
Die Eigentumsgrenze zwischen der Schweizerischen Nordostbahn (heute SBB Infra) und der Grossherzoglich Badischen Staatseisenbahn (heute DB Netz) liegt in der Mitte der Rheinbrücke Waldshut–Koblenz, wo auch die Staatsgrenze verläuft. Die Brücke gehört als Bauwerk ebenfalls je zur Hälfte den beiden beteiligten Gesellschaften. Der nördliche Teil der Brücke und das nördliche Widerlager sind im Besitz und in der Verantwortung der deutschen Gesellschaft, während der südliche Teil und das südliche Widerlager im Besitz der schweizerischen Gesellschaft sind. Diese Besitzverhältnisse stellen eine Besonderheit dar, denn üblicherweise befinden sich die Eigentumsgrenzen zwischen Bahngesellschaften in oder unmittelbar vor einem Bahnhof oder einer Dienststation, aber nicht mitten auf einer Strecke.
Die Freifahrt mit dem deutschen Schwerbehindertenausweis gilt hier nicht.

## Streckenverlauf
Unmittelbar nach dem Bahnhof Turgi wendet sich die Strecke in einer engen Kurve in nördliche Richtung und überquert auf einer dreibogigen Steinbrücke die Limmat. Anschliessend folgen ein Damm und ein Einschnitt. Zwischen den Bahnhöfen Siggenthal-Würenlingen und Döttingen befindet sich ein rund fünf Kilometer langer, geradliniger Abschnitt, was für die Schweiz eher unüblich ist. Auch die Stationsdistanz von 6,6 Kilometer ist relativ lang. An diesem Streckenabschnitt befinden sich zwei Gleisanschlüsse für das Zwilag (Zwischenlager Würenlingen) und das Kernkraftwerk Beznau. Der Bahnhof Döttingen trug zwischen 1897 und 2002 den Namen Döttingen-Klingnau, welcher 2002 durch die Eröffnung der Haltestelle Klingnau überflüssig wurde.
Zwischen Döttingen und Klingnau folgt die Strecke dem natürlichen Geländeverlauf. Auch die Einfahrtskurve nach Koblenz ist sehr eng und erlaubt nur eine Geschwindigkeit von 40 km/h. Der Streckenabschnitt Turgi–Koblenz ist für eine Achslast von 22,5 Tonnen, ein Metergewicht von 8 Tonnenmetern und somit für die Streckenklasse D4 zugelassen. Nach Verlassen des Bahnhofs Koblenz führt die Strecke durch einen tiefen Einschnitt im rund 350 Meter hohen Frittel-Hügel und steigt dabei mit 12 Promille (1,2 %) bis zum 181 Meter langen bogenförmigen Koblenzer Tunnel an. Der unmittelbar danach folgende südliche Brückendamm überquert auf einem Viadukt inmitten des Dorfzentrums erst die Bahnstrecke nach Eglisau–Winterthur und etwa 150 Meter weiter die Kantonsstrasse. Anschliessend überquert die Strecke auf einer der ältesten erhaltenen Eisenbahnbrücken Europas, der 190 Meter langen Koblenzer Rheinbrücke, den Rhein. Darauf folgen noch der nördliche Bahndamm und der Bahnhof Waldshut. Auf dem Streckenteil Koblenz–Waldshut ist die Achslast mit Rücksicht auf die Rheinbrücke auf 18 Tonnen und die Meterlast auf 5 Tonnenmeter beschränkt, was der Streckenklasse B1 entspricht.

### Kunstbauten

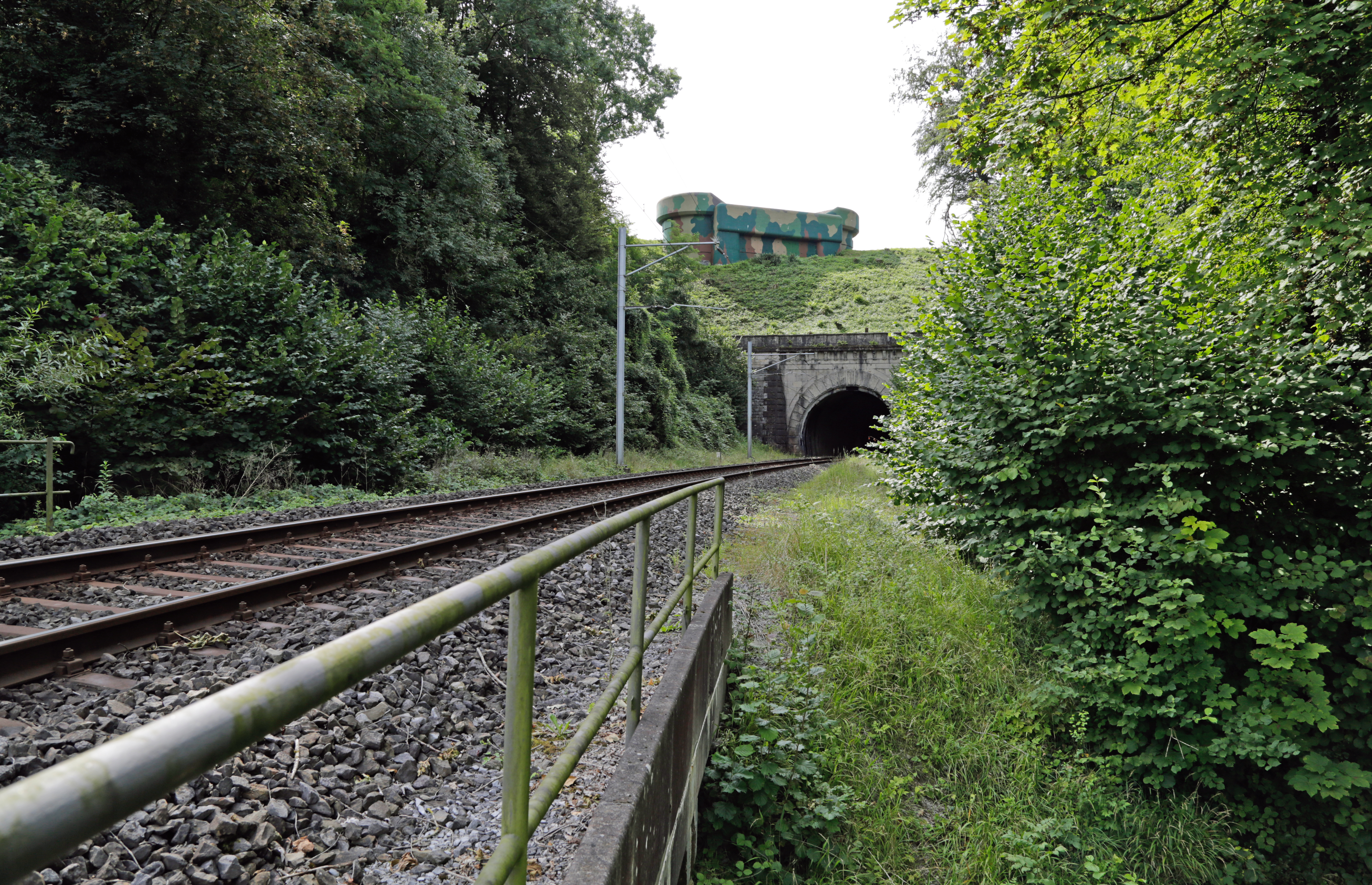
Nordportal des Tunnels Koblenz mit dem Infanteriewerk A 4232

Die Strecke besitzt drei grössere Kunstbauten:
- Die 78 Meter lange Limmatbrücke besitzt als Steinbrücke drei Bögen.
- Der 181 Meter lange Koblenzer Tunnel, der doppelspurig ausgebrochen wurde.
- Die 190 Meter lange Rheinbrücke, die auf der Schweizer Seite ein 60 Meter langes gemauertes Vorwerk besitzt, während der Rhein mit einem 130 Meter langen Stahlfachwerkträger überquert wird, der auf zwei Zwischenpfeilern ruht. Der Hauptteil der Brücke stammt noch aus dem Eröffnungsjahr 1859 und wurde nur verstärkt.

## Bahnhöfe und Haltestellen
Die drei Zwischenstationen Siggenthal, Döttingen und Koblenz erhielten identische Bahnhofsgebäude, die wiederum baugleich mit dem im selben Jahr erstellten Bahnhofsgebäude von Rupperswil (Strecke Brugg–Aarau) sind.
Der Bahnhof Turgi war bis zu seinem Umbau 1994–1997 ein Keilbahnhof.

Der Bahnhof Siggenthal-Würenlingen hat dank des 1912 erbauten Zementwerks Siggenthal, das heute zu LafargeHolcim gehört, ein sehr grosses Güterverkehrsaufkommen. Der Bahnhof wurde ausserhalb der eigentlichen Siedlung errichtet und trägt seit 1904 den Doppelnamen Siggenthal-Würenlingen. Der infolge des Bahnhofs entstandene Ortsteil Siggenthal-Station (mit eigener Postleitzahl) liegt teilweise auf dem Gemeindegebiet von Würenlingen und auf jenem von Untersiggenthal. Das Bahnhofsgebäude wurde 1909 umgebaut. Zwischen November 2015 und Anfang 2018 wurde das gesamte Bahnhofsareal komplett umgebaut.
Der Bahnhof Döttingen trug zwischen 1897 und 2002 den Doppelnamen Döttingen-Klingnau. Anlässlich seines Umbaus nach RV05 verlor er das Rampengleis, das Gleis Nummer 1.

Die Haltestelle Klingnau wurde am 14. Dezember 2002 offiziell eingeweiht. Die Inbetriebnahme erfolgte am 15. Dezember 2002. Für sie wurde auf dem Planum des zweiten Gleises ein 220 Meter langer Bahnsteig errichtet. Die Bauzeit betrug 10 Wochen, dies entspricht in der Erstausstattung dem Programm „Facelifting Regionalbahnhöfe“. Von den Gesamtkosten von rund 1 Million CHF wurden je 40 % vom Kanton und der Gemeinde Klingnau getragen, die restlichen 20 % von den SBB. Der Gemeindeanteil wurde in der Abstimmung im November 2001 mit 62 % Ja-Stimmen angenommen, das Referendum im März 2002 sogar mit 64 % Ja-Stimmen.
Der Bahnhof Koblenz wurde in verkehrsgünstiger Lage südlich des eigentlichen Dorfes errichtet und ist seit der Eröffnung der Strecken nach Eglisau–Winterthur und Stein-Säckingen–Basel ein Kreuzungsbahnhof. Hier errichtete die Schweizerische Nordostbahn auch ein kleines Lokomotivdepot. Aufgrund der für die Bewohner von Koblenz ungünstigen Lage des Bahnhofs wurde an der Strecke nach Zurzach–Eglisau 1997 die Haltestelle Koblenz Dorf eingerichtet. Diese Station befindet sich in unmittelbarer Nähe zur Rheinbrücke dieser Strecke. Auf der Strecke Koblenz–Laufenburg wurde der Personenverkehr auf die Strasse verlagert.
Der Bahnhof Waldshut war als Grenzbahnhof der Strecke zugleich Zollstation und wurde aus diesem Grund mehrfach erweitert. Die Personenzollkontrolle durch das schweizerische Grenzpersonal wurde bis 2008 in Waldshut durchgeführt. Mit Einführung des Schengener Abkommens ist die Personenkontrolle weggefallen, deklarationspflichtige Waren sind aber wie bisher hier zu verzollen. Der Bahnhof Waldshut besass ebenfalls lange Zeit ein Bahnbetriebswerk.

## Verkehr
Der Transitgüterverkehr über die Rheinbrücke wurde 1991 eingestellt, der lokale Güterverkehr folgte 2001.

### Fahrplan seit 2008
Die Strecke Baden (CH)–Koblenz (CH)–Waldshut (D) trägt die Kursbuchnummer 730.4.
Auf der Strecke gilt durchgehend der Halbstundentakt, wobei die Züge jeweils stündlich nach der gleichen Destination verkehren. Es gibt je ein stündliches Zugpaar Baden–Zurzach und Baden–Waldshut (beide als S27) sowie ein Zugpaar Waldshut–Bülach (S36), das in Koblenz eine Spitzkehre macht. Alle Zugpaare kreuzen gleichzeitig in Koblenz, so dass immer ein schlanker Anschluss für die Umsteigeverbindung besteht.
Ausserdem verkehren auf dieser Strecke mehrere Güterzüge, die vor allem das Zementwerk in Siggenthal bedienen (zwei Züge Zufuhr, drei Züge Abfuhr). Ebenfalls rollten die Güterzuge vom RBL nach Rekingen über diese Strecke. Diese wurden jedoch 2017 aus dem Angebot gestrichen und es verkehren nur noch Güterextrazüge von Rekingen in den RBL via Bülach. Vom Bahnhof Siggenthal-Würenlingen werden auch die übrigen Bahnhöfe und Anschlussgleise bedient.